# Dżesika Jaszek
Dżesika Karina Jaszek (* 4. April 1996 in Cyprzanów) ist eine polnische Fußballspielerin.

## Karriere

### Vereine
Jaszek, in Cyprzanów – etwa zehn Kilometer westlich von Racibórz – geboren, spielte in ihrer Jugend für den Ludowy Klub Sportowy Cyprzanów zuletzt in der Kreisklasse A (Gruppe Racibórz) und gehörte im Alter von 16 Jahren bereits der ersten Mannschaft von RTP Unia Racibórz in der Ekstraliga Kobiet, der höchsten Spielklasse im polnischen Frauenfußball, an. In ihren Punktspielen gelang ihr am 22. September 2012 (4. Spieltag) beim 5:0-Sieg im Heimspiel gegen den KKP Bydgoszcz mit dem Treffer zum 3:0 in der 52. Minute ihr erstes Tor im Seniorinnenbereich; es blieb ihr einziges bis zum Saisonende 2013/14. Während ihrer Zugehörigkeit gewann sie mit der Mannschaft zwei Meisterschaften und einmal den nationalen Vereinspokal, der am 6. Juni 2012 in Toruń mit dem 3:1-Finalsieg über Medyk Konin errungen werden konnte.
Von 2014 bis 2018 gehörte sie Górnik Łęczna an, für den sie in ihren Punktspielen zu Beginn kein Tor, dann drei und sieben und zuletzt 13 Tore erzielte und – nach einem dritten und zwei zweiten Plätzen – zur ersten Meisterschaft des Vereins 2018 beigetragen hatte, wie auch mit einem Tor im Finale zum ersten Pokalsieg 2018.
Anschließend war sie in fünf Saisonen für Czarni Sosnowiec in der höchsten Spielklasse tätig. Während ihrer Zugehörigkeit trug sie mit 47 Toren zur Meisterschaft im Jahr 2021 bei und gewann auch zweimal den nationalen Vereinspokal. Zuletzt spielte sie in ihrer Heimat für GKS Katowice, mit dem sie einen Einjahresvertrag unterzeichnete und kam für den Verein in der Saison 2023/24 zu Punktspielen, in denen ihr acht Tore gelangen, wie auch der Pokalsieg 2024.
Am 15. Juli 2024 wurde ihre Verpflichtung von der türkischen Frauenfußballmannschaft von Fenerbahçe Istanbul öffentlich. Ihr Debüt in der Kadınlar 1. Ligi, der höchsten Spielklasse im türkischen Frauenfußball, gab sie zum Saisonstart am 8. September 2024 beim 2:1-Sieg im Auswärtsspiel gegen Anakara Büyükşehir Belediyesi Fomget G.S.K. mit Einwechslung für Yağmur Uraz in der 78. Minute. Ihre ersten drei Tore erzielte sie am 14. September 2024 (2. Spieltag) beim 13:0-Sieg im Heimspiel gegen den Çekmeköy BilgiDoğa Spor.

### Nationalmannschaft
Für die angestrebte Teilnahme an der vom 26. bis 29. Juni 2012 in der Schweiz vorgesehenen Europameisterschaft kam sie in jeweils zwei Spielen der ersten und zweiten Qualifikationsrunde zum Einsatz. Ihr Debüt am 15. Oktober 2011 in Biała Podlaska beim 6:0-Sieg über die U17-Nationalmannschaft Lettlands krönte sie gleich mit ihrem ersten Länderspieltor, dem Treffer zum Endstand in der 79. Minute. Für die angestrebte Teilnahme an der vom 25. bis 28. Juni in der Schweiz vorgesehenen Europameisterschaft bestritt sie zuvor jeweils drei Spiele der ersten (1 Tor) und zweiten (2 Tore) Qualifikationsrunde und war danach mit ihrer Mannschaft in der Finalrunde vertreten. Sie kam sowohl am 25. Juni im Halbfinale als auch am 27. Juni im Finale zum Einsatz und trug damit zum errungenen Titel bei.
Für die U19-Nationalmannschaft bestritt sie am 21., 23. und 26. September 2013 alle drei Spiele der Gruppe 7 in der ersten Qualifikationsrunde und erzielte im ersten, beim 9:0-Sieg über die U19-Nationalmannschaft Albaniens die Tore zum 6:0 und 7:0 in der 83. und 89. Minute.
Am 28. Februar 2018 debütierte sie in der A-Nationalmannschaft, die das in Freundschaft ausgetragene Länderspiel gegen die Nationalmannschaft Jordaniens bestritt.
Am 12. Juni 2018 gehörte sie der A-Nationalmannschaft an, für die sie in Kielce das sechste Spiel der WM-Qualifikationsgruppe 2 gegen die Nationalmannschaft Schottlands bestritt und dieses mit ihr mit 2:3 verlor, obwohl sie ihre Mannschaft in der sechsten Minute bereits mit 1:0 in Führung schoss. Im Estadio Municipal de Butarque von Leganés kam sie in ihrem ersten in Freundschaft ausgetragenen Länderspiel bei der 1:3-Niederlage gegen die Nationalmannschaft Spaniens zum Einsatz. Mit ihrer Mannschaft nahm sie am Turnier um den Algarve-Cup 2019 teil, in dem sie in den beiden Spielen der Gruppe B und – als Sieger aus dieser hervorgegangen – im Finale eingesetzt wurde. In Parchal war sie am 6. März der Nationalmannschaft Norwegens mit 0:3 unterlegen. Ihren bislang letzten Einsatz als Nationalspielerin für den PZPN hatte sie am 5. April 2019 in Lublin, wo sich ihre Mannschaft in Freundschaft von der Nationalmannschaft Italiens mit 1:1 unentschieden trennte; insgesamt bestritt Jaszek 13 A-Länderspiele, in denen ihr ein Tor gelang.

## Erfolge
Nationalmannschaft
- Algarve-Cup-Finalist 2019
- U17-Europameister 2013

GKS Katowice
- Polnischer Pokal-Sieger 2024

Czarni Sosnowiec
- Polnischer Meister 2021
- Polnischer Pokal-Sieger 2021, 2022

Górnik Łęczna
- Polnischer Meister 2018
- Polnischer Pokal-Sieger 2018

RTP Unia Racibórz
- Polnischer Meister 2012, 2013
- Polnischer Pokal-Sieger 2012